# Daniel Fischer (Astronom)

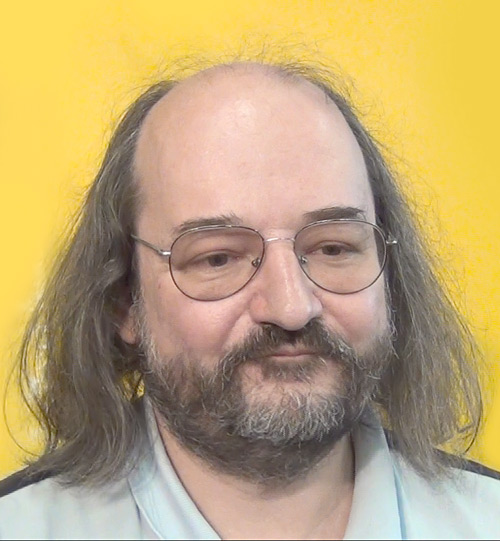
Daniel Fischer (2013)

Daniel Fischer (* 27. September 1964) ist ein deutscher Astronom, Sachbuchautor und Wissenschaftsjournalist. Als Betreiber des Astronomie-Blogs Skyweek berichtet er über aktuelle Aktivitäten in der Astronomie und der Raumfahrt.
Im Jahr 1997 wurde ihm für seinen Beitrag zur Popularisierung der Astronomie der Bruno-H.-Bürgel-Preis der Astronomischen Gesellschaft verliehen. Im Web-TV Format Sternstunde informiert Fischer als Redakteur seit 2009 über gegenwärtige Himmelsereignisse sowie über Technologieentwicklungen in der Astronomie.
Seit 2012 verantwortete Daniel Fischer im Projektteam von Public Telescope (Weltraumteleskop) die Entwicklung der Beobachtungsprogramme für Amateurastronomen im visuellen Spektralbereich.
Fischer veröffentlicht populärwissenschaftliche Werke über Kometen, interplanetare Raumsonden und Weltraumteleskope.
Am 18. November 2023 wurde ihm die VdS-Medaille 2023 verliehen.

## Veröffentlichungen (Auswahl)
- mit H. Heuseler: Der Jupiter Crash. Birkhäuser, Basel 1994, ISBN 3-7643-5116-0 (über den Kometen Shoemaker-Levy 9).
- Mission Jupiter: die spektakuläre Reise der Raumsonde Galileo. Birkhäuser, Basel, Boston, Berlin 1998, ISBN 978-3-7643-5832-7.
- mit Hilmar W. Duerbeck: Das Hubble-Universum: neue Bilder und Erkenntnisse., Birkhäuser, Basel, Boston, Berlin 1998, ISBN 978-3-7643-5785-6.
- mit Frank Gasparini: Komet ISON: alles zum großen Kometen 2013. Oculum, Erlangen 2013, ISBN 978-3-938469-69-9.